# Aeranthes
Genre
Classification phylogénétique
Aeranthes est un genre de plantes à fleurs de la familles des orchidées. Ce sont des épiphytes des forêts tropicales de Madagascar, de La Réunion, des Mascareignes ou des Comores.
Elles présentent des fleurs verdâtres plus ou moins translucides en inflorescences retombantes.

## Principales espèces
Le genre comprend une soixantaine d'espèces:
- Aeranthes adenopoda H.Perrier, 1938
- Aeranthes aemula Schltr., 1925
- Aeranthes africana J.Stewart, 1978
- Aeranthes albidiflora Toill.-Gen., Ursch & Bosser, 1960
- Aeranthes ambrensis Toill.-Gen., Ursch & Bosser, 1960
- Aeranthes angustidens H.Perrier, 1938
- Aeranthes antennophora H.Perrier, 1938
- Aeranthes arachnites (Thouars) Lindl., 1824
- Aeranthes bathieana Schltr., 1925
- Aeranthes campbelliae Hermans & Bosser, 2003
- Aeranthes carnosa Toill.-Gen., Ursch & Bosser, 1960
- Aeranthes caudata Rolfe, 1901
- Aeranthes crassifolia Schltr., 1925
- Aeranthes denticulata Toill.-Gen., Ursch & Bosser, 1960
- Aeranthes dentiens Rchb.f., 1885
- Aeranthes ecalcarata H.Perrier, 1938
- Aeranthes filipes Schltr., 1913
- Aeranthes grandiflora Lindl., 1824
- Aeranthes hermannii Frapp. ex Cordem., 1895
- Aeranthes laxiflora Schltr., 1925
- Aeranthes leandriana Bosser, 1971
- Aeranthes moratii Bosser, 1971
- Aeranthes multinodis Bosser, 1971
- Aeranthes neoperrieri Toill.-Gen., Ursch & Bosser, 1960
- Aeranthes nidus Schltr., 1925
- Aeranthes orophila Toill.-Gen., 1959
- Aeranthes orthopoda Toill.-Gen., Ursch & Bosser, 1960
- Aeranthes parkesii G.Will., 1990
- Aeranthes parvula Schltr., 1913
- Aeranthes peyrotii Bosser, 1971
- Aeranthes polyanthemus Ridl., 1886
- Aeranthes ramosa Rolfe, 1901
- Aeranthes robusta Senghas, 1987
- Aeranthes sambiranoensis Schltr., 1925
- Aeranthes schlechteri Bosser, 1970
- Aeranthes setiformis Garay, 1972
- Aeranthes setipes Schltr., 1925
- Aeranthes strangulata Frapp. ex Cordem., 1895
- Aeranthes subramosa Garay, 1972
- Aeranthes tenella Bosser, 1971
  - Aeranthes tenella var. borbonica Bosser, 1989
  - Aeranthes tenella var. tenella
- Aeranthes tricalcarata H.Perrier, 1939
- Aeranthes tropophila Bosser, 1971
- Aeranthes virginalis D.L.Roberts, 2005